# 春野町杉
春野町杉（はるのちょうすぎ）は静岡県浜松市天竜区の大字。

## 地理
浜松市天竜区の東部、春野地区の中部に位置する。東で春野町川上、西で春野町豊岡、南で春野町越木平及び春野町五和、北で春野町石切と接する。

### 山岳
- セド山

### 河川
- 杉川

## 歴史

### 沿革
- 1889年（明治22年）4月1日 - 町村制の施行により、周智郡杉村が周辺の村と合併し、周智郡熊切村となる[WEB 6]。旧村名は熊切村の大字として残る[WEB 7]。
- 1956年（昭和31年）9月30日 – 熊切村が周辺の町村と新設合併して春野町となる。
- 1957年（昭和32年）8月1日 – 春野町が気多村と新設合併を行い、改めて春野町が発足する。
- 2005年（平成17年）7月1日 – 春野町外10市町村が浜松市に編入される。
- 2007年（平成19年）4月1日 - 浜松市が政令指定都市となる。春野町杉は天竜区の一部となる。

## 施設
- 有限会社 岩田造園林業 本社
- 杉川スタンド 杉給油所
- 曹洞宗 高松寺（こうしょうじ）
- 小國神社

## 交通

### バス
- 浜松市春野ふれあいバス
  - 岩獄線（水・土曜運行、午後便は事前予約が必要）：（春野協働センター 方面 - ）杉峰 - 高杉（ - みやま会館 方面）
  - 杉・川上線（火・金曜運行、全便事前予約制）：（春野協働センター 方面 - ）小坂入口 - 下瀬居 - 瀬居 - 平城橋 - 平城 - 神田 - 久原 - 宝原 - 門島 - 春野北小学校前 - 居寄 - 居寄上 - 気田子下 - 気田子（ - 川竹 方面）
    - 遠鉄タクシーに委託
    - 祝日及び年末年始は運休

### 道路
- 国道362号
- 国道473号
- 静岡県道389号水窪森線

## その他

### 学区
小学校・中学校の学区は以下の通りである。
- 浜松市立気田小学校
- 浜松市立春野中学校

### 警察
警察の管轄区域は以下の通りである。
| 番・番地等 | 警察署     | 交番・駐在所     |
| ---------- | ---------- | ---------------- |
| 全域       | 天竜警察署 | 熊切警察官駐在所 |

### 消防
消防の管轄区域は以下の通りである。
| 番・番地等 | 消防署     | 本署/出張所 |
| ---------- | ---------- | ----------- |
| 全域       | 天竜消防署 | 春野出張所  |

### WEB
1. ↑  “h02_22.csv”.   総務省 (2022年2月10日). 2024年12月8日閲覧。
2. ↑  “静岡県浜松市天竜区 (22137)｜国勢調査町丁・字等別境界データセット”.   人文学オープンデータ共同利用センター. 2024年12月8日閲覧。
3. ↑  “静岡県 浜松市天竜区 春野町杉の郵便番号 - 日本郵便”.   日本郵便. 2024年12月8日閲覧。
4. ↑  “市外局番の一覧”.   総務省 (2022年3月1日). 2024年12月8日閲覧。
5. ↑  “事業所案内及び管轄地域（事務所3件、分室3件）”.   一般社団法人静岡県自動車会議所. 2024年12月8日閲覧。
6. ↑  “historyofcities.pdf”.   静岡県総務部合併推進室・財団法人静岡県市町村振興協会. 2024年12月8日閲覧。
7. ↑  “解説ページ”.   株式会社エア. 2024年12月8日閲覧。
8. ↑  “学校名から探す／浜松市”.   浜松市 (2024年1月1日). 2024年12月8日閲覧。
9. ↑  “熊切駐在所｜静岡県警察”.   静岡県警察 (2023年1月11日). 2024年12月8日閲覧。
10. ↑  “消防署の町別管轄「は」／浜松市”.   浜松市 (2024年3月21日). 2024年12月8日閲覧。